# Малая бурозубка
Малая бурозубка, или малая землеройка, или землеройка-малютка (лат. Sorex minutus) —  вид землероек-бурозубок среднего размера, распространённый преимущественно в Европе.

## Описание

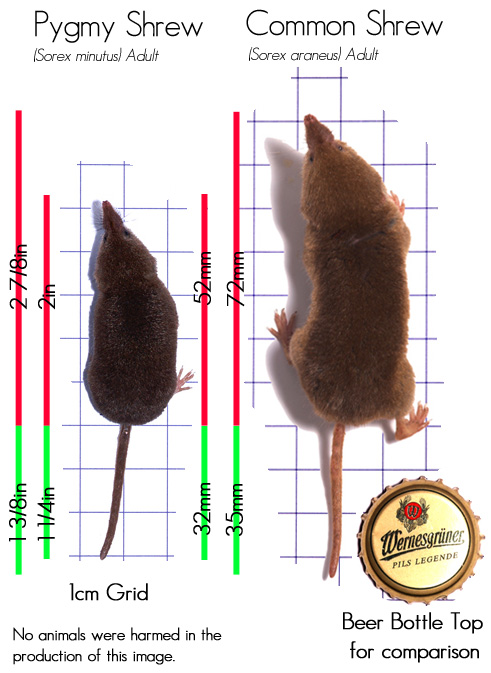
Малая и обыкновенная бурозубки в сравнении, справа для масштаба крышка от пивной бутылки.

Длина тела 43—64 мм, длина хвоста 31—46 мм. Масса тела 2,5—7,5 г.
Окраска спины буро-серая, рыжевато-кофейная. Брюшная сторона серовато-белая, иногда желтовато-палевая. Зимний мех темнее, коричневато-кофейного оттенка. Шерсть на хвосте густа, длинная. Хоботок очень вытянутый, остренький.

## Ареал
Европа, Европейская часть России, западная и южная Сибирь, Киргизия. На  Кавказе обитает близкий вид — кавказская малая бурозубка (Sorex volnuchini), на Дальнем Востоке — дальневосточная бурозубка (Sorex gracillimus). Ещё недавно эти виды объединяли с малой бурозубкой, тогда их ареалы включали в ареал этого вида. Была единственным видом землероек, проникшим в Ирландию, но сейчас стремительно вытесняется  интродуцированной обыкновенной белозубкой.

## Размножение
Несколько помётов в год по 4—7 детёнышей.

## Питание
Наземные беспозвоночные.